# Bertie Peacock
John Robert "Bertie" Peacock (29 de setembro de 1928 - 22 de julho de 2004) foi um futebolista norte-irlandês que atuava como meio-campo.

## Carreira
Peacock competiu na Copa do Mundo FIFA de 1958, sediada na Suécia, na qual a sua seleção terminou na sétima colocação dentre os 16 participantes.